# Otair Nicoletti
Otair Nicoletti (* 6. April 1962 in Fernandópolis, São Paulo) ist ein brasilianischer römisch-katholischer Geistlicher und Bischof von Coxim.

## Leben
Otair Nicoletti studierte bis 1989 Philosophie an der Katholischen Universität Dom Bosco sowie bis 1994 Katholische Theologie am Instituto Teológico João Paulo II (ITEO) in Campo Grande und am Centro Universitário de Maringá (Cesumar). In dieser Zeit war Nicoletti Alumne des regionalen Priesterseminars Maria Mãe da Igreja in Campo Grande. Er wurde am 19. November 1993 in der Pfarrkirche São Paulo Apóstolo in Ivinhema durch den Bischof von Dourados, Albert Först OCarm, zum Diakon geweiht und empfing am 18. Juni 1994 das Sakrament der Priesterweihe für das Bistum Dourados. Nach weiterführenden Studien erwarb er an den Faculdades Unidas Católicas de Mato Grosso (FUCMT) ein Lizenziat im Fach Philosophie.
Nicoletti war zunächst als Pfarrvikar der Pfarreien São Paulo Apóstolo in Ivinhema und Imaculado Coração de Maria in Nova Andradina tätig, bevor er 1995 Pfarrer der Pfarrei Divino Espírito Santo in Ponta Porã und 1996 Regens des Priesterseminars Sagrado Coração de Jesus in Dourados wurde. Zudem war er Pfarrer der Pfarreien Santa Teresinha, Santo André und São Pedro in Dourados und Nossa Senhora Aparecida in Novo Horizonte do Sul sowie Rektor der Wallfahrtskirche Nossa Senhora Aparecida in Dourados.
Neben seiner Tätigkeit in der Pfarrseelsorge fungierte Otair Nicoletti als Generalvikar des Bistums Dourados. Ferner gehörte er dem Priesterrat, dem Konsultorenkollegium und dem Diözesanvermögensverwaltungsrat an. Außerdem war Nicoletti Mitbegründer des Diözesancaritasverbands im Bistum Dourados, den er von 2003 bis 2017 leitete. Ab 2015 wirkte er zusätzlich als Assessor der Initiativen Fraternidade, Missionária und Evangelização. Darüber hinaus wurde Otair Nicoletti 2017 Diözesan-Exorzist sowie 2021 Spiritual der Legion Mariens und Koordinator für die Berufungspastoral.
Am 19. Oktober 2022 ernannte ihn Papst Franziskus zum Bischof von Coxim. Der emeritierte Bischof von Coxim, Antonino Migliore, spendete ihm am 10. Dezember desselben Jahres in der Kathedrale Nossa Senhora da Conceição in Dourados die Bischofsweihe; Mitkonsekratoren waren der Erzbischof von Campo Grande, Dimas Lara Barbosa, und der Bischof von Corumbá, João Aparecido Bergamasco SAC. Sein Wahlspruch Avance para águas mais profundas („Fahr hinaus in tiefere Gewässer“) stammt aus Lk 5,4 . Die Amtseinführung erfolgte am 7. Januar 2023.